# Wolfgang Van Halen
Wolfgang William Van Halen (ur. 16 marca 1991 w Santa Monica) – amerykański muzyk pochodzenia holenderskiego, znany przede wszystkim jako basista hardrockowego zespołu Van Halen, w którym grał jego ojciec Eddie Van Halen oraz stryj Alex Van Halen. Dołączył do grupy w 2006 roku zastępując Michaela Anthony'ego. Oficjalny debiut Wolfganga miał miejsce 27 września 2007 na koncercie w hali Charlotte Bobcats Arena, którym zespół rozpoczął trasę koncertową. Od 2012 roku jest także członkiem formacji Tremonti.

## Instrumentarium
- EVH Wolfgang Stealth Bass Prototype[5]

## Dyskografia
- Van Halen – A Different Kind Of Truth (2012, Interscope Records)[6]
- Halestorm – The Strange Case Of... (2013, Atlantic Records, gościnnie)[7]
- Tremonti – Cauterize (2015, FRET12 Records)[8]
- Van Halen – Tokyo Dome Live In Concert (2015, Warner Bros. Records)[9]